# Nové Město (Jáchymov)
Nové Město (německy Neustadt) je část města Jáchymov v okrese Karlovy Vary v Karlovarském kraji. Nachází se asi 1,5 kilometru západně od Jáchymova a první domy se zde objevily již v polovině sedmnáctého století. Tehdy tato část Jáchymova tvořila jeho pevnou část. Hrad Freudenstein se tak prakticky nacházel v centru města. Nové Město leží v katastrálním území Jáchymov o výměře 47,74 km².

## Historie
První písemná zmínka o vesnici pochází z roku 1654.

## Obyvatelstvo
Při sčítání lidu v roce 1921 zde žilo 188 obyvatel (z toho osmdesát mužů) německé národnosti, z nichž byli dva evangelíci a ostatní se hlásili k římskokatolické církvi. Podle sčítání lidu z roku 1930 měla vesnice 195 obyvatel: 193 Němců a dva cizince. Počet evangelíků vzrostl na pět a zbytek patřil k římskokatolické církvi.
| Rok            | 1869 | 1880 | 1890 | 1900 | 1910 | 1921 | 1930 | 1950 | 1961 | 1970 | 1980 | 1991 | 2001 | 2011 | 2021 |
| -------------- | ---- | ---- | ---- | ---- | ---- | ---- | ---- | ---- | ---- | ---- | ---- | ---- | ---- | ---- | ---- |
| Počet obyvatel | 206  | 197  | 214  | 211  | 216  | 188  | 195  | 235  | 218  | 44   | 34   | 44   | 38   | 49   | 52   |
| Počet domů     | 28   | 31   | 30   | 32   | 33   | 34   | 37   | 36   | 36   | 15   | 11   | 23   | 23   | 31   | 33   |

## Pamětihodnosti
- Kaple Panny Marie Altöttinské
- Kaple Panny Marie